# スウィフト・017.n
スウィフト・017.n (Swift 017.n) は、スウィフト・エンジニアリングが開発したフォーミュラカー。フォーミュラ・ニッポンおよびスーパーフォーミュラで2009年から2013年まで使用された。
なお、スーパーフォーミュラの主催者である日本レースプロモーション（JRP）における呼称は「FN09」（2009年 - 2012年）及び「SF13」（2013年）である。

## 概要
2006年から使用されてきたローラ・B06/51（FN06）の更新年にあたる2009年に投入されたマシンである。それまでのフォーミュラ・ニッポンやほかのカテゴリーでは見られない、スピーディでロー・ワイドなデザインが特徴（かつてCARTにシャシーを供給していたこともあり、チャンプカーの流れを汲んだ外観となっている）であり、フロントウイングは2段式で、2008年までのF1で流行ったアッパーノーズウイングを発展させたような形状をしている。ロールフープ（ロールバー）にはインダクションポッドは内蔵されておらず、オーバーテイクボタンの使用状況がわかるランプが装着されており、エンジンへの空気導入は、ロールフープ後ろのルーバーから行なわれる。なお、元々はインディカー・シリーズのために設計されたマシンであるため、第3世代型（2011年まで）のインディカーに非常に近い構造になっている。
搭載されるエンジンは、2008年までと変わらないV型8気筒だが、排気量を3,000ccから3,400ccに拡大するなど、基本仕様を2009年以降のSUPER GT・GT500クラスとの共通化を図った。共通化によるコスト削減などから新たなエンジンサプライヤー参入を期待したが、2006年からエンジン供給を行っているホンダ・トヨタの2社のみのままである。
トランスミッションは、リカルド製6速シーケンシャルギアボックスで、2008年から使用されているザイテック製のセミオートマチックギアシフトシステム（EGS：Electrically-assisted Gearshift System）が装着されている。
また、従来フォーミュラ・ニッポンではパワーステアリングの使用が禁止されてきたが、2010年より使用が解禁され、第5戦（スポーツランドSUGO）よりKYB製電動パワーステアリングが装着される。これは増大したダウンフォースによってハンドルが異常とも言える重さになってしまい、ドライバーから「腕勝負というか腕力勝負。ハンドルを切れなくなったら負け」とコメントが出るほどになっており、これを是正するための処置でもある。
ドライバーからの評価は決して高いとは言えず、後年レース関係者からは「あまり積極的に乗りたいと思わない」「ドライバーがレースでバトルができない、乗っていて楽しいかと聞くと『そういう感じがしない』」などという感想が聞かれた。開発に関わったエンジニアからも「重量が重くなってしまって、重量コントロールができなかったし、ダウンフォースの出方が唐突」「ダウンフォースの絶対量にこだわったことで、速いけれども、ドライバーにとって決して乗っていて楽しいクルマではなかった」という反省の弁がある。
本来であれば2011年シーズンを最後にお役御免となるはずであったが、リーマン・ショック以降の世界的な景気低迷の影響によりフォーミュラ・ニッポンに参戦するチーム（エントラント）の多くが経営的に苦しい状況となっていることを受け、主催者であるJRPでは2013年まで本マシンを継続使用することになった。そして、最終年となる2013年はシリーズ名称が「スーパーフォーミュラ」に変更されるため、同年に限り車両の呼称も「SF13」に変更され、このシーズンをもって御役御免となった。

## スペック

### シャーシ
- 全長：4,775mm
- 全幅：2,000mm
- ホイルベース：3,000mm
- ブレーキキャリパー：6ポット、チームで異なる（PFC、AP Racing、alcon）
- ホイール：チームで異なる（BBS、エンケイ）
- タイヤ：ブリヂストン製 Fr 235/55R13 Rr 340/620×13
- 燃料タンク：ATL製115L
- ギヤボックス：リカルド製6速シーケンシャル ザイテック製パドルシフト
- 車両重量：712kg（ドライバー込み）

### エンジン
- 供給メーカー：ホンダ(HR09E/HR10E)、トヨタ(RV8K)
- 気筒数・角度：V型8気筒・90°
- 排気量：3,400cc
- 弁機構：DOHC ギア駆動 吸気2 排気2
- 最高回転数：通常 10,300rpm、オーバーテイクボタン 10,700rpm（レギュレーションによる。ECUによる制限）
- 最大馬力：600馬力以上
- 重量：120kg
- スパークプラグ：チームで異なる
- 燃料：無鉛ハイオクガソリン（サーキットで異なる）
- 潤滑油：チームで異なる

### 各サーキットでのベストラップ
| サーキット         | ラップタイム（ドライバー）                  | ラップタイム（ドライバー）                   |
| サーキット         | ホンダエンジン                              | トヨタエンジン                               |
| ------------------ | ------------------------------------------- | -------------------------------------------- |
| 鈴鹿サーキット     | 1'37.774 （山本尚貴/2013年第7戦）           | 1'38.067 （J.P・デ・オリベイラ/2013年第7戦） |
| ツインリンクもてぎ | 1'33.239 （塚越広大/2011年第7戦）           | 1'32.700 （ロイック・デュバル/2013年第4戦）  |
| 富士スピードウェイ | 1'23.035 （小暮卓史/2013年FSC）             | 1'22.718 （国本雄資/2013年FSC）              |
| スポーツランドSUGO | 1'05.843 （ロイック・デュバル/2010年第5戦） | 1'05.889 （ロイック・デュバル/2013年第6戦）  |
| オートポリス       | 1'28.523 （塚越広大/2012年第3戦）           | 1'29.017 （松田次生/2012年第3戦）            |